# 2022年乌鲁木齐抗议
2022年新疆乌鲁木齐抗议是因對2022年新疆乌鲁木齐高层住宅楼火灾及中國政府為因應嚴重特殊傳染性肺炎的“动态清零”政策不滿而在新疆維吾爾自治區烏魯木齊市引發的群眾示威。

## 背景

### 清零政策
2021年8月开始，中国大陆开始对2019冠状病毒病实行“动态清零”政策，这一政策受到了世界上的大量批评，尤其在2021年年底毒性弱、传染性强的奥密克戎变异株开始流行之后。2022年3-6月上海封城期间，上海市出现了大量次生灾害，引发对中国共产党防疫政策的广泛争议。2022年8月10日起，烏魯木齊開始封城。2022年10月底开始，河南郑州富士康工厂由于疫情爆发，使得大量工人从工厂中徒步逃离。11月23日，因疫情影响导致的合约与薪资问题，富士康员工爆发大规模抗议。在此后的数日内，员工与前来镇压的警察发生冲突。

### 乌鲁木齐火灾
2022年11月24日，乌鲁木齐市天山区吉祥苑小区一高层住宅楼晚上7时49分发生火灾，造成10人死亡，9人受伤。由于乌鲁木齐市自从8月10日以来就因2019冠状病毒病遭到封锁，消防车无法靠近现场，火灾救援受到阻碍。此外有訊息称，住宅小区的通道门被锁死，导致困在火灾中的居民无法逃生。乌鲁木齐市人民政府在通报中称吉祥苑小区是低风险区的说法亦遭到网民质疑。众多网民对中共当局的做法表示愤怒。

## 事件经过
11月25日，網傳影片顯示乌鲁木齐兵团第十二师104团连兴社区爆发打人事件，邻近一个社区居民集体上街抗议，要求政府解封。民众前往公安局、社区服务中心等地点，并与警察发生冲突。 事件迅速引发连锁反应，乌鲁木齐各个小区的民众都加入抗议，反对封城。
同日夜晚，示威者上街抗議，大量民眾聚集在位于乌鲁木齐的新疆生产建设兵团第十二师师部大院廣場，高舉國旗并唱《義勇軍進行曲》，抗议现场还出现了装甲车。深夜，网传民众已突破师部驻地大门，并且冲进师部机关大楼。
其後乌鲁木齐市委副书记马志军與市委书记杨发森出来与民众对话，杨发森承诺低风险地区解封，并亲自前往各个小区解决居民问题，但是遭到质疑，民众要求立刻解封。
此外，城北中心农贸市场、龙海钻石广场等地点都有大批民众出现抗议。另有影片顯示現場有警方驅離、與民眾衝突，並疑似屏蔽信號以控制輿論，相關影片已遭到官方刪除。

## 官方回應
11月25日晚，乌鲁木齐市长买买提明·卡德就大火向全市人民道歉，表示已经成立联合调查组，将依法依规严肃追责，绝不姑息。
11月26日，乌鲁木齐市人民政府召开发布会，表示乌鲁木齐社会面基本清零，将分阶段恢复低风险区生活秩序。中共新疆自治区党委表示會严厉打击造谣传谣、煽动滋事、暴力抗拒疫情防控措施等行为。
11月28日，乌鲁木齐市宣布开始逐步恢复包括航班在内的公共交通；11月29日，恢复了第一批“不跨区”运行的公交线路，并宣布采取措施，为群众提供生活补助等。
也有民众表示原本离开新疆所需要填报的小程序“离疆证明”功能被取消，有流露出的基层通知表示无需填报任何資訊，持有核酸证明等即可离开新疆。